# Anaso Jobodwana
Anaso Jobodwana (Aberdeen, 30 juli 1992) is een Zuid-Afrikaans sprinter. Hij nam driemaal deel aan de Olympische Zomerspelen.

## Biografie
In 2012 kon Jobodwana zich een eerste keer kwalificeren voor de Olympische Zomerspelen. In een persoonlijke besttijd van 20,27 kon Jobodwana zich plaatsen voor de finale van de 200 meter. In deze finale eindigde hij op de 8e en laatste plaats. Eén jaar later eindigde Jobodwana 6e in de finale van 200 meter op de WK van 2013 in Moskou. In 2015 deed Jobodwana nog beter met een bronzen medaille op de 200 meter tijdens de WK in Peking. In 2015 eindigde Jobodwana 6 keer op het podium van een Diamond League-wedstrijd.
In 2016 sneuvelde Jobodwana in de halve finale van de 200 meter op de OS in Rio de Janeiro. Ook tijdens de uitgestelde Olympische Spelen van 2020 kwam Jobodwana niet verder dan de halve finale. Op deze laatste Olympische Spelen was Jobodwana ook de Zuid-Afrikaanse vlaggendrager.

## Persoonlijke records
Outdoor
| Onderdeel | Prestatie | Datum            | Plaats       |
| --------- | --------- | ---------------- | ------------ |
| 100 m     | 10,10     | 24 mei 2013      | Greensboro   |
| 200 m     | 19,87     | 27 augustus 2015 | Peking       |
| 400 m     | 54,25     | 6 augustus 2020  | Prairie View |

Indoor
| Onderdeel | Prestatie | Datum            | Plaats       |
| --------- | --------- | ---------------- | ------------ |
| 55 m      | 6,37      | 5 januari 2013   | Nashville    |
| 60 m      | 6,60      | 14 februari 2015 | Albuquerque  |
| 200 m     | 20,47     | 8 maart 2013     | Fayetteville |

## Belangrijkste resultaten

### 100 m
- 2013:  Universiade - 10,10 s
- 2013: 4e in ½ finale WK - 10,17 s
- 2015: DSQ in series WK

### 200 m
- 2012: DNS in ½ finale Afrikaanse Kampioenschappen
- 2012: 8e OS - 20,69 s
- 2013:  Universiade - 20,00 s
- 2013: 6e WK - 20,14 s
- 2015:  WK - 19,87 s
- 2016: 4e in ½ finale OS - 20,53 s
- 2018: DSQ in ½ finale Gemenebestspelen
- 2019:  Afrikaanse Spelen - 20,56 s
- 2019: 5e in ½ finale WK - 20,34 s
- 2021: 8e in ½ finale OS - 20,88 s

Diamond-league podiumplaatsen
- 2015:  Prefontaine Classic - 20,04 s
- 2015:  Bislett Games - 20,39 s
- 2015:  Athletissima - 20,21 s
- 2015:  London Grand Prix - 20,20 s
- 2015:  BAUHAUS-galan - 20,18 s
- 2015:  Weltklasse Zürich - 20,24 s

### 4 x 100 m
- 2013: 7e Universiade - 45,82 s
- 2015: DNF series WK
- 2018:  Gemenebestspelen - 38,24 s
- 2019: 4e in series IAAF World Relays - 38,66 s
- 2019:  Afrikaanse Spelen - 38,80 s